# Складиштење података на облаку
Складиштење података на Облаку је модел смештања података, у коме се дигитални подаци чувају у логичке базе, док се физички део тог спремишта састоји од више сервера (и често раштркано на различите локације), и то физичко окружење је углавном власништво хостинг компанија. Ове компаније су углавном одговорне за одржавање тих података доступним, и одржавање и чување физичког окружења. Људи и организације купују или изнајмљују одређену количину меморије од таквих компанија и користе ту меморију коју користе за корисничке податке, податке организација или апликационе податке.
Услугама клауд складиштења података може се приступити  кроз заједнички клауд рачунарски сервис, веб-сервис (API) или у апликацијама које користе АПИ, као што су клауд складиштење десктопа, гејтвеј клауд складиштење или веб-базиран систем за управљање садржајем.

## Историја
Cloud computing, верује се, први је измислио Joseph Carl Robnett Licklider  1960—их година са својим радом на АРПАНЕТ -у, са којим је желео да се повеже са људима и информацијама било где и било када.
1983. године фирма CompuServe је понудио својим корисницима 128к диск простора који су могли да користе за складиштење података који је корисник одабрао .
1994. години, компанија AT&T је покренула PersonaLink услугу, онлајн платформу за личну и пословну комуникацију и предузетништва. Складиште података за ту услугу је било једно од првих које је било потпуно на мрежи, односно сви подаци те услуге су били на клауду односно "облаку", како је једна од њихових реклама тврдила. Amazon Web Services је представио своје клауд смештање услугу AWS S3 2006. године и стекао широко признање и прихватање као продавац складишног простора популарним услугама као што су Smugmug,Dropbox, Synaptop и Pinterest. 2005, компанија Box је покренула онлајн сервис за складиштење и дељење података за бизнисе.

## Архитектура
Облак складиштење података се базира на основу виртуализоване инфраструктуре и доста подсећа на опширнију верзију cloud computing-а у погледу доступних интерфејса, инстант флексибилности и scalability, multi-tenancy, и meteredе ресурса. Клауд сервиси могу се користити ван службених просторија (Амазон С3) или распоређен у предузећу (ViON Capacity Services).
Облак складиштење, као по правилу, односи се на хостован објекат за складиштење, али термин је проширен да обухвати и друге врсте складиштења података, који су сада доступни у облику сервиса, као и јединице за складиштење.
Објекат за складиштење услуга, као што су Amazon S3 и Microsoft Azure  за складиштење, као и  Openstack Swift, објекат системи за складиштење, као  EMC Atmos, EMC ECS и Hitachi Content Platform, и дистрибуирани истраживачки пројекти као OceanStore и VISION Cloud - све су то примери складиштење, који користе карактеристике клауда.
Клауд складиштење је:
- Састоји се од мноштва дистрибуираних ресурса, али делује као једнина, било у федеративном[8] или кооперативној  архитектури клауд складиштења

- Висока отпорност на рачун резервисања и дистрибуцију података
- Веома издржљив кроз цело стварање верзиониране копије
- Углавном је конзистентна везано за податке реплике[9]

## Предности
- Компаније требају само да плате за складиштење које они заправо користе, по правилу, у просеку месечне потрошње.[10] То не значи да је клауд складиштење јефтиније, већ само да она носи оперативне трошкове, а не капиталне.
- Предузећа која користе клауд меморију могу да смање потрошњу енергије и до 70%, што их чини еколошки свесном компанијом.[11] Осим тога, на нивоу провајдера, сада они имају посла са много већом количином енергије тако да ће они морати да буду опремљени тако да своје трошкове сведу на минимум.
- Организације могу да изаберу између локалне и клауд опције складиштења, или комбинацију те две опције, у зависности од одговарајућих критеријума одлучивања, коју чине рецимо иницијални директни трошкови потенцијалну даљу уштеду; на пример, континуитет операција (coop), опоравак (DR), безбедности (PII, HIPAA, SARBOX, IA/CND), као и чување записа закона, правила и политике одређене фирме.[12]
- Доступност и заштита података је кључна ствар архитектуре складиштења података, тако да у зависности од примене напредних технологија, напори и трошкови за додавање доступности и заштите се може уклонити.[13]
- Послови одржавања складишта, као што су куповина додатног капацитета складишта, су послови које преузима провајдер ових услуга .[10]
- Клауд складиште пружа корисницима тренутни приступ широком спектру ресурса и апликација, смештених у инфраструктури других организација преко веб интерфејс сервиса.[14]
- Клауд складиштење се може користити за копирање слика виртуелне машине из облака у локалну меморију или увоз слике виртуалне машине са локалне меморије у библиотеку клауда. Поред тога, клауд се може користити за пребацивање виртуелне машине између корисничких налога или између центара за обраду података.[15]
- Клауд се може користити и као решење у случају природне катастрофе, тиме што се може направити копија свих података у клауду, због тога што се сервери клауда врло често налазе на поптуно различитим странама света.[16]

## Потенцијални проблеми

### Површина напада
Outsourcing складиштење података повећава површину напада.
1. Када су информације распоређене у неколико места повећава се ризик од неовлашћеног физичког приступа подацима. На пример, у клауд архитектури, подаци се копирају и често селе, тако да је ризик од неовлашћеног набављања тих података нагло повећава. (на пример, одлагање старе опреме, поновну употребу дискова, прерасподела простора) Начин на који се подаци копирају  зависи од нивоа услуга које клијент бира и начин шифровања података пре слања у облак.
2. Број људи који имају приступ подацима који би могли бити угрожена (тј. мито, или да принуди) се нагло повећава. Једна компанија може имати мале групе администратора мрежних инжењера и техничара, али клауд компаније ће имати много више стручњака, и тако много више људи који имају приступ свим информацијама те фирме.[тражи се извор] кључеви за шифровање, који се чувају код корисника, а не код запослених у самом клауд сервису смањују ризик разоткривености податка, међутим распоређивање тих кључева у самој фирми може бити веома скупо. Да би се превазишао овај проблем може се  Key-aggregate cryptosystem.
3. Он повећава број мрежа по којима се подаци крећу. Уместо да се крећу само преко локалне мреже (LAN) или преко мрежног складишта података (SAN), складиштење података у облаку захтева кретање података кроз глобалне мреже (WAN) .

### Стабилност провајдера
Компаније нису сталне и роба и услуга које оне нуде може да варира. Складиштење података на спољашњем серверу неке компаније захтева доста истраживања и ништа није сигурно. Уговори врло лако могу пропасти чим компанија нестане или се услови промене. Компаније могу:
1. Да банкротирају.
2. Да се прошири и мењају оријентацију.
3. Да буду купљене од стране већих компанија.
4. Бити купљен од стране компаније са седиштем које су у земљи које имају рестрикције за дељење података.
5. Преживе непремостиву катастрофу.

### Доступност
- Ефикасност складиштења податка на спољашњим изворима, вероватно ће бити нижи него складиштење на локалној меморији, у зависности од тога колико је купац спреман да потроши на пропусни опсег WAN[10]
- Поузданост и доступност зависи од широке области доступности мреже и на ниво предострожности које провајдер пружа. Поузданост треба да се заснива на опреми, као и на број различитих алгоритама.

### Други проблеми
- Безбедност сачуваних података и података у процесу преноса може бити проблем, када је чување поверљивих података у питању.[10]
- Корисници са специфичним захтевима за чување података, као што су државне институције, које морају да сачувају електронске документе у складу са Статутом, могу наићи на одређене проблеме користећи клауд. На пример, Министарство одбране САД је именовало агенцију за одбрану информационих система (DISA), за одржавање списка података као што су,  лични подаци (PII), и одржавање безбедносних (Информационо осигурање; IA) захтева[21]
- Клауд је богат ресурс за хакере и органе националне безбедности.[22][23] Због доста различитих података корисника и организација, клауд је веома привлачна мета хакера.[24]
- Пиратерија и кршење ауторских права могу бити укључени у сајтове који дозвољавају дељење података. На пример, CodexCloud сајт за складиштење књига, наишао је на спор са власницима интелектуалне својине које су преузете и деле се на том сајту, као што су GrooveShark и YouTube - сајтови са којим је био поређен.[25][26]
- Правни аспект, са становишта усаглашености са регулаторним захтевима, представља интерес за складиштење датотека на домаћем, а посебно на међународном нивоу.[27]

## Још погледати
- Облак сарадња
- Облак интерфејс за менаџмент података, познатији као CDMI

- Клауд базе података
- Поређење бекап мрежи

- Сервис хостинга података

- Мобилно клауд складиштење
- Објекат за складиштење
- Клауд компјутинг